# Busto de Antonio Barberini
El Busto de Antonio Barberini (italiano: Busto di Antonio Barberini) es un retrato escultórico del artista italiano Gian Lorenzo Bernini. La figura es el cardenal Antonio Barberini, el hermano menor del Papa Urbano VIII. Barbelini fue ejecutado en la década de 1620. El busto se encuentra ahora en la Galleria Nazionale de Arte Antica (Galería nacional de Arte Antiguo), en Roma, la capital de Italia. 